# Fredy Glanzmann
Pour les articles homonymes, voir Glanzmann.
Fredy Glanzmann, né le 16 juillet 1963, est un coureur suisse du combiné nordique.

## Biographie
Il entre dans l'équipe nationale en 1983 prenant part à la Coupe du monde, mais devient titulaire seulement en 1985, où il est présent aux Championnats du monde à Seefeld, se classant cinquième. En janvier 1986, il obtient son premier podium en Coupe du monde à Schonach et en en janvier 1987 son unique victoire à Reit im Winkl. Son meilleur classement général est sixième en 1985-1986.
Aux Jeux olympiques d'hiver de 1988, il est 35e en individuel, mais prend la médaille d'argent de l'épreuve par équipes avec Hippolyt Kempf et Andreas Schaad. C'est avec les mêmes hommes qu'il décroche la médaille d'argent par équipes aux Championnats du monde 1989.
Il dispute sa dernière compétition internationale en 1991.
Après sa retraite sportive, il ouvre un magasin de sport et offre des cours de ski et de raquette à neige dans le village de Langis, sur le Glaubenberg (canton d'Obwald).

## Palmarès

### Jeux olympiques
| Épreuve / Édition | Calgary 1988 |
| Individuel        | 35e          |
| Par équipes       | Argent       |

### Championnats du monde
| Épreuve / Édition | Seefeld 1985 | Oberstdorf 1987 | Lahti 1989 |
| Individuel        | 5e           |                 |            |
| Par équipes       |              | 5e              | Argent     |

### Coupe du monde
- Meilleur classement général : 6e en 1986.
- 3 podiums : 1 victoire, 1 deuxième place et 1 troisième place.

#### Détail des victoires
| Édition / Épreuve | Gundersen (15 km) |
| 1986-1987         | Reit im Winkl     |

#### Différents classements en Coupe du monde
| Année | Classement général final |
| 1985  | 16e                      |
| 1986  | 6e                       |
| 1987  | 10e                      |
| 1988  | 15e                      |